# Otiophora lanceolata
Otiophora lanceolata är en måreväxtart som beskrevs av Bernard Verdcourt. Otiophora lanceolata ingår i släktet Otiophora och familjen måreväxter. Inga underarter finns listade i Catalogue of Life.